# Liste der humanen CD-Antigene
Mittlerweile sind weit über dreihundert verschiedene Clusters of Differentiation beschrieben worden; einige wichtige Vertreter sind im Folgenden aufgelistet:
| CD     | Synonyme | Zelltyp | Funktion des Proteins |
| ------ | --- | --- | --- |
| CD1a   | | Thymozyten, dendritische Zellen | Antigenpräsentation |
| CD1b   | | Thymozyten, dendritische Zellen | Antigenpräsentation |
| CD1c   | | Thymozyten, dendritische Zellen | Antigenpräsentation |
| CD1d   | | Thymozyten, dendritische Zellen | Antigenpräsentation |
| CD1e   | | Thymozyten, dendritische Zellen | Antigenpräsentation |
| CD2    | SRBC, T11 | T-Zellen, NK-Zellen | Adhäsion, T-Zell-Aktivierung |
| CD3    | T3E, TCRE | T-Zellen | Signaltransduktion, T-Zell-Rezeptor (TCR) |
| CD4    | | T-Helferzellen | Bindung von MHC-II |
| CD5    | T1, Leu1 | T-, B-Zell-Subpopulation | Bindung von CD72 |
| CD6    | T12, Tp120 | T-, B-Zellen | T-Zell-Aktivierung |
| CD7    | GP40, Leu-9, Tp40, TP41 | Blut-Stammzellen, Subpopulation von T-Zellen                                                                                             | Signaltransduktion |
| CD8    | Leu2, MAL, p32 | Cytotoxische T-Zellen (CTL) | Bindung von MHC-I |
| CD9    | 5H9, BA2, BTCC-1, DRAP-27, GIG2, MIC3, MRP-1, p24, Tspan-29                                                                   | Blut-Stammzellen | Aktivierung von Thrombozyten |
| CD10   | Atriopeptidase, CALLA (Common acute lymphocytic leukemia antigen), Enkephalinase, EPN, NEP, Neprilysin, Neutral endopeptidase | Unreife und einige reife B-Zellen, lymphoide Vorläuferzellen, Granulozyten                                                               | Degradation kleiner Peptide, u. a. des Amyloid-beta-Peptids, des Bradykinin, der Substanz P und natriuretischer Peptide, Inhibitor u. a. Sacubitril |
| CD11a  | | alle Leukozyten | Zelladhäsion über ICAM-1 |
| CD11b  | | viele Leukozyten | Zelladhäsion, Vermittlung der Phagozytose |
| CD11c  | | Phagozyten | Aktivierung |
| CD12   | | | |
| CD13   | Aminopeptidase N (APN), ANPEP, GP150                                                                                          | Monozyten, Granulozyten, Epithelzellen, Mesenchymale Stammzellen                                                                         | |
| CD14   | | Monozyten | Bindung von Lipopolysacchariden |
| CD15   | SSEA-1, LewisX | Granulozyten, Hodgkin-Lymphom, Urkeimzellen                                                                                              | Ligand für Selektine |
| CD16a  | | Phagozyten | Fcγ-Rezeptor IIIa: Bindung von Fc-Domänen von IgG, vermittelt Phagozytose |
| CD16b  | | Phagozyten | Fcγ-Rezeptor IIIb: Bindung von Fc-Domänen von IgG |
| CD17   | | | |
| CD18   | Integrin β-2 | Leukozyten | Zelladhäsion, Leukodiapedese |
| CD19   | | alle B-Zellen | B-Zell-Corezeptor, substanzielle Funktionen in B-Zell-Homöostase, -Aktivierung, -Differenzierung |
| CD20   | | B-Zellen | B-Zell-Aktivierung |
| CD21   | | B-Zellen | B-Zell-Corezeptor, bindet C3d und C3bi des Komplementsystems, B-Zell-Aktivierung; Rezeptor des Epstein-Barr-Virus |
| CD22   | | Monozyten, Granulozyten, B-Zellen | Inhibition des BCR (B-Zell-Rezeptor) Signals durch CD22 (erkennt Mannose), wenn fremd-Antigen auf eigener Körperzelle sitzt. Verhindert dadurch Signalleitung. CD22-Knockout bewirkt Autoimmunerkrankungen |
| CD23   | | B-Zellen, aktivierte Makrophagen, Eosinophile, B-CLL                                                                                     | Wachstum, Aktivierung und Differenzierung von B-Zellen, IgE-vermittelte Immunreaktionen (niedrig affiner IgE-Rezeptor) |
| CD24   | | exprimiert v. a. auf unreifen Zellen (Hämatopoetische Stammzellen, aber auch unreife Neurone, Keratinocyten u. a.)                       | |
| CD25   | | Aktivierte Immunzellen, regulatorische T-Zellen                                                                                          | Alpha-Kette des Interleukin-2-Rezeptors |
| CD26   | Dipeptidyl-Peptidase IV (DPPIV)                                                                                               | | |
| CD27   | | Plasmazellen, Gedächtniszelle (Effektor-B-Zellen), T-Zellen (naive T-Zellen, Effektor-T-Zellen)                                          | Hypermutation & Klassenwechsel (in B-Zellen), Proliferation & Differenzierung (in T-Zellen) |
| CD28   | | T-Zellen | Bindung von B7 auf "professionellen" Antigenpräsentierenden Zellen (aktivierte B-Zellen, Dendritische Zellen, Makrophagen), T-Zell-Koaktivierung |
| CD29   | Integrin β-1 | | Zelladhäsion |
| CD30   | | Hodgkin-Lymphom, Anaplastic Large Cell Lymphoma (ALCL), einige maligne Melanome und NHL, aktivierte Lymphozyten                          | Apoptose |
| CD31   | | Endothelzellen | |
| CD32a  | | | Fcγ-Rezeptor IIa: Rezeptor für Fc-Domänen von IgG, vermittelt Phagozytose |
| CD32b  | | | Fcγ-Rezeptor IIb: Rezeptor für Fc-Domänen von IgG, vermittelt Phagozytose |
| CD33   | | Monozyten, myeloische Vorläuferzellen | vermutlich Modulation inflammatorischer Immunantworten durch Abschwächung von Tyrosinkinasesignalwegen und somit Unterdrückung der Produktion entzündlicher Zytokine. |
| CD34   | | Hämatopoetische Stammzellen, Endothelzellen                                                                                              | Glykosyliertes Typ-I Membranprotein, das nur auf wenigen Knochenmarkszellen exprimiert ist, den Hämatopoetischen Stammzellen. Die genaue Funktion ist, obwohl das Protein seit Ende der 1980er untersucht wird, bisher nicht geklärt. Es wird eine Rolle bei der Regulation der Zelladhäsion und Zellmigrationsaktivitäten vermutet. Ligand für L-Selektin / CD62L, CD34-Anreicherung. |
| CD35   | | Monocyten | |
| CD36   | | Monocyten | |
| CD37   | | Monocyten | |
| CD38   | | Monocyten | |
| CD39   | ENTPD | Lymphocyten, dendritische Zellen, Makrophagen                                                                                            | Ca2+ und Mg2+ abhängiges, membranständigs Enzym das ATP und ADP zu AMP umsetzt. |
| CD40   | | B-Zellen, Makrophagen | Aktivierung |
| CD41   | ITGA2B, gpIIb | Megakaryocyten, Thrombozyten | CD41 ist ein Rezeptor für Fibrinogen, Vitronectin und Fibronectin. CD41 bildet mit CD61 (gpIIIa, ITGB3) einen Rezeptor, der auf den Blutplättchen exprimiert wird. Fehlen von CD41/CD61 auf Thrombocyten führt zu einer Störung der Blutgerinnung. Seit neustem ist bekannt, dass es auch auf hämatopoietischen Progenitorzellen exprimiert wird.                                      |
| CD42   | Glycoprotein Ib, GPIb | Thrombozyten | Membranrezeptor für von Willebrand Faktor und Thrombin. Bestandteil der Aktivierungskaskade von Thrombozyten. |
| CD43   | | | |
| CD44   | | Darmepithel (Jejunum) Kryptbase aufwärts bis zu Krypt-Villus Grenze                                                                      | |
| CD45   | | alle Leukozyten | Tyrosinphosphatase, zwei unterschiedliche Isoformen mit unterschiedlich enger Assoziation zum T-Zell-Rezeptor (RA = gering, RO = stark) |
| CD46   | | alle (untersuchten) kernhaltigen körpereigenen Zellen                                                                                    | Membrane Cofactor Protein (MCP), bindet Komplementfaktoren C3b und C4b und schützt die Zellen so vor der Lyse durch das Komplementsystem. Regulation der Entzündungsreaktion durch Veränderung der T-Zell Antwort. Signaltransduktion. Dient als Rezeptor für sieben verschiedene Pathogene unter anderem B-Typ Adenoviren, Herpesvirus 6 (HHV6) und Streptococcus pyogenes.           |
| CD47   | | | |
| CD48   | | | |
| CD49a  | | | |
| CD49b  | | | |
| CD49c  | | | |
| CD49d  | | | |
| CD49e  | | | |
| CD49f  | | | |
| CD50   | | | |
| CD51   | | | |
| CD52   | | Fremdkörperriesenzellen | |
| CD53   | | | |
| CD54   | ICAM-1 | Endothelzellen, Immunzellen | Glykoprotein, Interaktion mit Integrinen CD11a/CD18 und CD11b/CD18 |
| CD55   | | viele Zellen | Decay-accelerating factor (DAF), bindet Komplementfaktor C5 und schützt die Zellen so vor der Lyse durch das Komplementsystem |
| CD56   | NCAM | NK-Zellen | Adhäsion |
| CD57   | | | |
| CD58   | | | |
| CD59   | | viele Zellen | Hemmung des Membrane Attack Complex des Komplementsystems |
| CD60   | | | |
| CD61   | | | |
| CD62   | | | |
| CD63   | | | |
| CD64a  | | | Fcγ-Rezeptor Ia: Rezeptor für Fc-Domänen von IgG, vermittelt Phagozytose |
| CD64b  | | | Fcγ-Rezeptor Ib: Rezeptor für Fc-Domänen von IgG, vermittelt Phagozytose |
| CD64c  | | | Fcγ-Rezeptor Ic: Rezeptor für Fc-Domänen von IgG, vermittelt Phagozytose |
| CD65   | | | |
| CD66a  | | | |
| CD66b  | | | |
| CD66c  | | | |
| CD66d  | | | |
| CD66e  | | | |
| CD66f  | | | |
| CD67   | | | |
| CD68   | | Makrophagen | Immunhistochemischer Nachweis |
| CD69   | | aktivierte T-Zellen | Aktivierungsmarker |
| CD71   | | viele Zellen | Transferrin-Rezeptor |
| CD72   | | | |
| CD73   | | | |
| CD74   | | | |
| CD75   | | | |
| CD80   | | professionelle Antigen-präsentierende Zellen                                                                                             | entspricht B7.1, Costimulation von T-Zellen durch Bindung an CD28, stimuliert Expression von IL2R und damit T-Zell-Proliferation |
| CD82   | | epitheliale Zellen, Leukozyten | Differenzierungsmarker, Tumorsuppressorgen, in gut differenzierten Karzinomen stärker exprimiert |
| CD83   | | dendritische Zellen, aktivierte T-Zellen, thymische Stromazellen                                                                         | Regulation der T-Zellantwort, Lymphyzytenentwicklung |
| CD84   | | | |
| CD85   | | | |
| CD86   | | professionelle Antigen-präsentierende Zellen                                                                                             | entspricht B7.2, Costimulation von T-Zellen durch Bindung an CD28, stimuliert Expression von IL2R und damit T-Zell-Proliferation |
| CD87   | | | |
| CD88   | | | |
| CD89   | | Monozyten, Makrophagen, neutrophile und eosinophile Granulozyten                                                                         | Fcα-Rezeptor: bindet die Fc-Domäne von IgA |
| CD90   | | | |
| CD91   | | | |
| CD92   | | | |
| CD93   | | | |
| CD95   | | viele Zellen | Apoptose (FAS, APO1) |
| CD97   | | Leukozyten, Lymphozyten, hämatopoietische Zellen, Schilddrüsenkarzinomzellen, Kolonkarzinomzellen, Plattenepithelkarzinome der Mundhöhle | Adhäsion, Angiogenese (frgl.), Anti-Apoptose (frgl.), Marker für Dedifferenzierung in Karzinomen, interagiert mit CD55 (Ligand) |
| CD98   | | | |
| CD99   | | | |
| CD100  | | | |
| CD101  | | | |
| CD105  | | Endothel, Makrophagen | regulatorische Komponente des TGFβ-Rezeptor |
| CD117  | c-Kit, KIT | u.A. T-Zellen, Mastzellen, Hämatopoetische Stammzellen                                                                                   | Cytokinrezeptor für SCF |
| CD120a | TNF-Rezeptor Typ1 (TNFR1) | | |
| CD120b | TNF-Rezeptor Typ2 (TNFR2) | | |
| CD127  | | regulatorische T-Zellen | α-Kette des Interleukin-7-Rezeptors (IL-7Rα) |
| CD132  | common gamma chain | | Zytokinrezeptoruntereinheit (IL-2, IL-4, IL-7, IL-9, IL-15) |
| CD133  | | Hämapoetische Stammzellen und EPC | |
| CD134  | OX40 | aktivierte T-Zellen | gehört zur TNF-Rezeptorfamilie |
| CD148  | | Marginal Zone- (MZ-) B-Zellen | Funktion ??? |
| CD152  | | Aktivierte T-Zellen | Rezeptor für B7, negativ-Regulator der T-Zell-Aktivation (CTLA-4) |
| CD154  | | Aktivierte Th-Zellen | kostimulierender B-Zell-Aktivator (CD40-Ligand) |
| CD171  | L1CAM, NCAM-L1 | Nervenzellen, Schwannzellen, Tumorzellen                                                                                                 | neuronales Zelladhäsionsmolekül, Rolle in der Entwicklung des Nervensystems (Axonwachstum, neuronale Migration und Differenzierung), Interaktion mit Integrinen; auf besonders malignen und aggressiven Tumorzellen exprimiert (z. B. Endometrialkarzinom, Mammakarzinom) |
| CD235a | Glycophorin A, GYPA | Erythrozyten | Membranprotein von Erythrozyten. Teil des MNS-Blutgruppensystems |